# Norsk Folkeblad
Norsk Folkeblad, nazwa potoczna Folkebladet – norweski magazyn ilustrowany, ukazujący się w latach 1866–1873.
Pierwsze siedem numerów wydał historyk sztuki Lorentz Dietrichson. Później redaktorem naczelnym został Bjørnstjerne Bjørnson.